# Isocybus thomsoni
Isocybus thomsoni är en stekelart som beskrevs av Jean-Jacques Kieffer 1926. Isocybus thomsoni ingår i släktet Isocybus och familjen gallmyggesteklar. Arten är reproducerande i Sverige. Inga underarter finns listade i Catalogue of Life.